# Schismatoglottis longispatha
Schismatoglottis longispatha là một loài thực vật có hoa trong họ Ráy (Araceae). Loài này được W.Bull miêu tả khoa học đầu tiên năm 1881.